# Новосергеевский сельсовет (Архаринский район)
Новосерге́евский сельсове́т — муниципальное образование со статусом сельского поселения в составе Архаринского района Амурской области.
Административный центр — село Новосергеевка.

## История
18 ноября 2005 года в соответствии с Законом Амурской области № 91-ОЗ муниципальное образование наделено статусом сельского поселения.

## Население
| 2002 | 2010 | 2011 | 2012 | 2013 | 2014 | 2015 |
| ---- | ---- | ---- | ---- | ---- | ---- | ---- |
| 295  | ↘191 | ↘189 | ↘187 | →187 | ↘180 | ↘178 |
| 2016 | 2017 | 2018 | 2019 | 2020 | 2021 |      |
| ↘171 | ↘162 | ↘147 | ↘143 | ↘133 | ↘118 |      |

## Состав сельского поселения
| № | Населённый пункт | Тип населённого пункта          | Население |
| - | ---------------- | ------------------------------- | --------- |
| 1 | Богучан          | посёлок железнодорожной станции | ↘63       |
| 2 | Новосергеевка    | село, административный центр    | ↘84       |